# إريك ماير (لاعب كرة قدم ألماني)
إريك ماير (بالألمانية: Erich Meier)‏ (30 مارس 1935 في ألمانيا - 8 فبراير 2010 في ألمانيا) هو لاعب كرة قدم ألماني في مركز جناح ‏. لعب مع آينتراخت فرانكفورت وأغوف أبيلدورن وإي زد ألكمار ونادي كايزرسلاوترن.

## وصلات خارجية
- إريك ماير على موقع قاعدة بيانات كرة القدم.إي يو (الإنجليزية)
- إريك ماير على موقع بيانات كرة القدم. دي إي (الألمانية)
- إريك ماير على موقع عالم كرة القدم.نت (الإنجليزية)